# Bai Rubing
Bai Rubing (chinesisch 白如冰; * März 1912 in Yuanjiagou, Qingjian, Shaanxi; † 8. April 1994 in Jinan, Shandong) war ein chinesischer Politiker der Kommunistischen Partei Chinas (KPCh), der unter anderem zwischen 1963 und 1967 Gouverneur von Shandong sowie von 1974 bis 1979 Vorsitzender des Revolutionsausschusses von Shandong war. Er war zudem zwischen 1974 und 1982 Sekretär des Parteikomitees von Shandong sowie von 1973 bis 1982 Mitglied des Zentralkomitees der KPCh.

## Leben
Bai Rubing begann seine revolutionäre Arbeit bereits als Dreizehnjähriger 1925 und trat im November 1927 dem Kommunistischen Jugendverband Chinas (KJVC) bei. Im Juni 1928 wurde er Mitglied der Kommunistischen Partei Chinas (KPCh) und nahm für die Studenten- und Bauernbewegung am Chinesischen Bürgerkrieg teil. Im weiteren Kriegsverlauf nahm er Teil auf Aufbau der Revolutionären Basisarbeit sowie der Roten Armee im Norden von Shaanxi. Zeitweilig war er Sekretär des Parteikomitees von Hengshan und von Yanchang sowie Kommissar des Sonderkomitees von Nord-Shaanxi. Während des 1937 begonnenen Zweiten Japanisch-Chinesischen Krieges war er innerhalb der 8. Marscharmee am Aufbau von antijapanischen Guerillaeinheiten im Hinterland des Feindes beteiligt.
Nach Gründung der Volksrepublik China am 1. Oktober 1949 wurde Bai Mitglied des Militärisch-Politischen Komitees von Nordwestchina, Vize-Vorsitzender des Finanz- und Wirtschaftsausschusses dieses Komitees sowie Leiter der Finanzabteilung dieses Komitees. Er behielt diese Funktionen auch nachdem das Militärisch-Politischen Komitee im Frühjahr 1953 als Verwaltungskomitee von Nordwestchina neu organisiert wurde. Im November 1953 wurde er Chef-Lektor des Nordwest-Büro der KPCh und war als solcher für die Umsetzung der ideologischen Grundsätze der KPCh in dieser Region verantwortlich. Im Juli 1954 wurde er nach Peking berufen und wurde dort zunächst Mitglied des Vorstandes des neu geschaffenen Hauptamtes für Versorgung und Marktgenossenschaften sowie anschließend im November 1954 Direktor des Zentralbüros für Handwerk im Staatsrat der Volksrepublik China. Bereits einen Monat später wurde er im Dezember 1954 Vorsitzender einer Arbeitsgruppe zur Vorbereitung der Gründung eines Nationalen Hauptamtes für Genossenschaften des Handwerks. Des Weiteren war er zwischen 1954 und 1959 Mitglied der Politischen Konsultativkonferenz des chinesischen Volkes.
Im Juni 1958 wurde Bai Rubing Mitglied des Sekretariats des Parteikomitees der Provinz Shandong sowie zugleich Vize-Gouverneur dieser Provinz. 1959 wurde er Mitglied des Nationalen Volkskongresses und gehörte diesem von der zweiten bis zum Ende der fünften Legislaturperiode 1983 an. Im Dezember 1963 löste er Tan Qilong als Gouverneur von Shandong ab und bekleidete dieses Amt bis Februar 1967, woraufhin Wang Xiaoyu seine Nachfolge antrat. Während der Kulturrevolution wurde er im Juni 1971 zunächst stellvertretender Vorsitzender des Revolutionskomitees der Provinz Shandong sowie zugleich im April 1971 stellvertretender Sekretär des Parteikomitees dieser Provinz. In diesen Funktionen wurde er im August 1973 bestätigt. Auf dem X. Parteitag 1973 wurde er erstmals Mitglied des Zentralkomitees der KPCh, dem er nach seiner Wiederwahl auf dem XI. Parteitag 1977 bis 1982 angehörte.
Als Nachfolger von Yang Dezhi übernahm Bai im November 1974 den Posten als Vorsitzender des Revolutionskomitees der Provinz Shandong und hatte diesen bis Dezember 1979 inne, woraufhin Su Yiran neuer Gouverneur dieser Provinz wurde. Zugleich löste er im November 1974 Yang Dezhi auch als Sekretär des Parteikomitees der KPCh in der Provinz Shandong ab und behielt diese Funktion bis zu seiner erneuten Ablösung durch Su Yiran im Dezember 1982. Er war ferner zwischen Dezember 1979 und Dezember 1982 Politischer Kommissar des Militärischen Regionalkommandos von Jinan. Auf dem XII. Parteitag 1982 wurde er Mitglied des Zentralen Konsultativkomitees der KPCh und gehörte diesem Gremium nach seiner Wiederwahl auf dem XIII. Parteitag 1987 bis 1992 an.
Zu seinen Verwandten gehören Bai Dongcai, der zwischen 1979 und 1982 erst Gouverneur von Jiangxi sowie danach von 1982 bis 1982 Parteisekretär der Provinz Jiangxi war, sowie Bai Enpei, der von 1997 bis 1999 Gouverneur von Qinghai sowie zwischen 1999 und 2001 Parteisekretär der Provinz Qinghai und danach von 2001 bis 2011 Parteisekretär der Provinz Yunnan.